# Oregoni hamisciprus

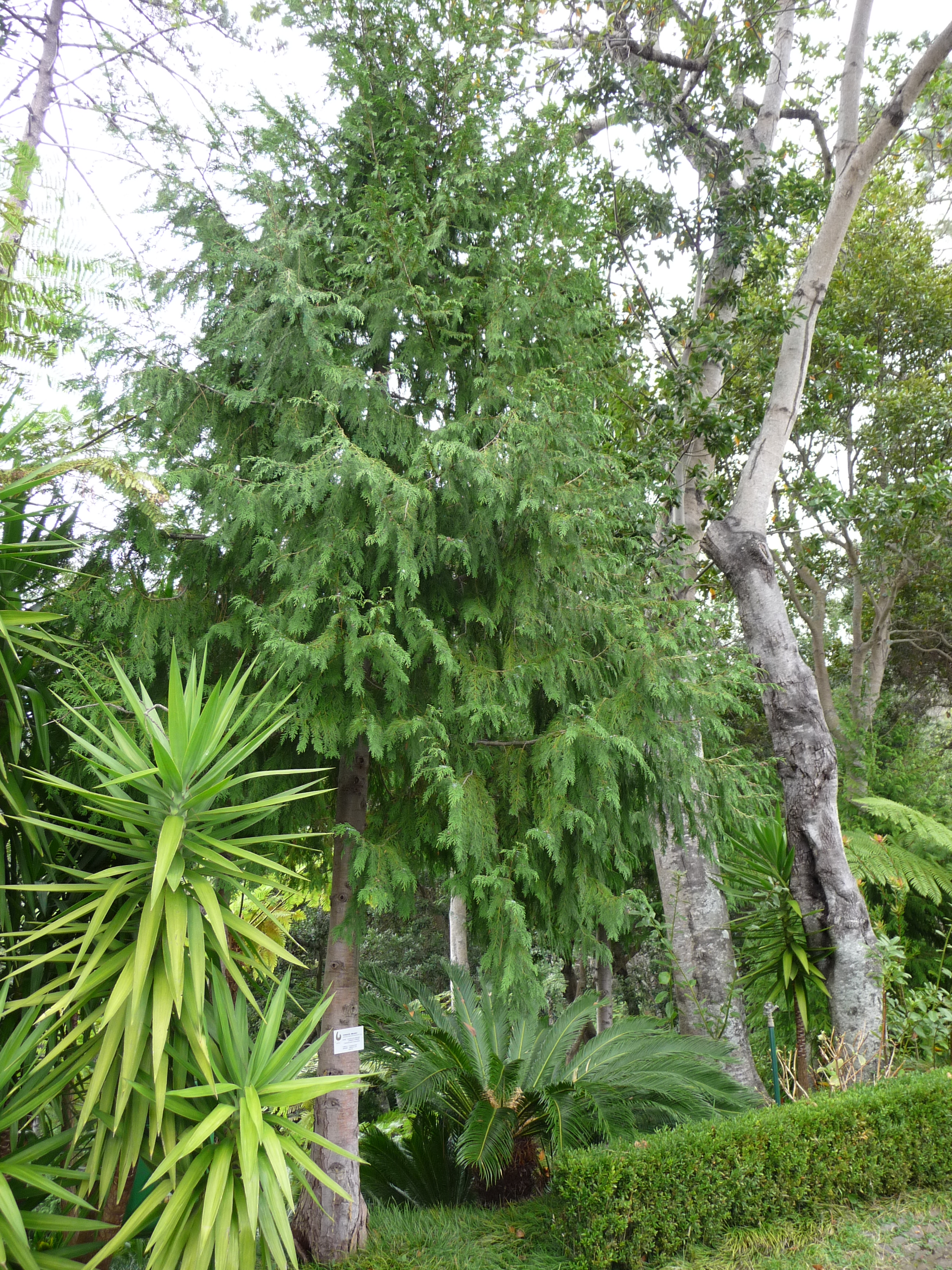
Oregoni hamisciprus (Chamaecyparis lawsoniana) Madeira, Monte, Trópusi kert

Az oregoni hamisciprus  (Chamaecyparis lawsoniana) a ciprusfélék (Cupressaceae) családjában a hamisciprus (álciprus, Chamaecyparis) nemzetség legismertebb, kertészetileg legfontosabb faja. (Rendszertani besorolásának nehézségeiről lásd a nemzetség leírását.)

## Származása, elterjedése
Észak-Amerika csendes-óceáni partvidékén (egy kb. 50 km széles parti zónában) Oregon déli részén és Kaliforniában őshonos. A mérsékelt égöv nedvesebb éghajlatú részein mindenfelé ültetik; Madeirán leginkább 600–1300 m között, a babérlombú erdők helyén, kertekben és utak mentén egyaránt.
Magyarországon jellemzően a nyugati megyékben gyakori; a nyugati határszélen kísérleti céllal erdőt is telepítettek belőle.

## Megjelenése, felépítése

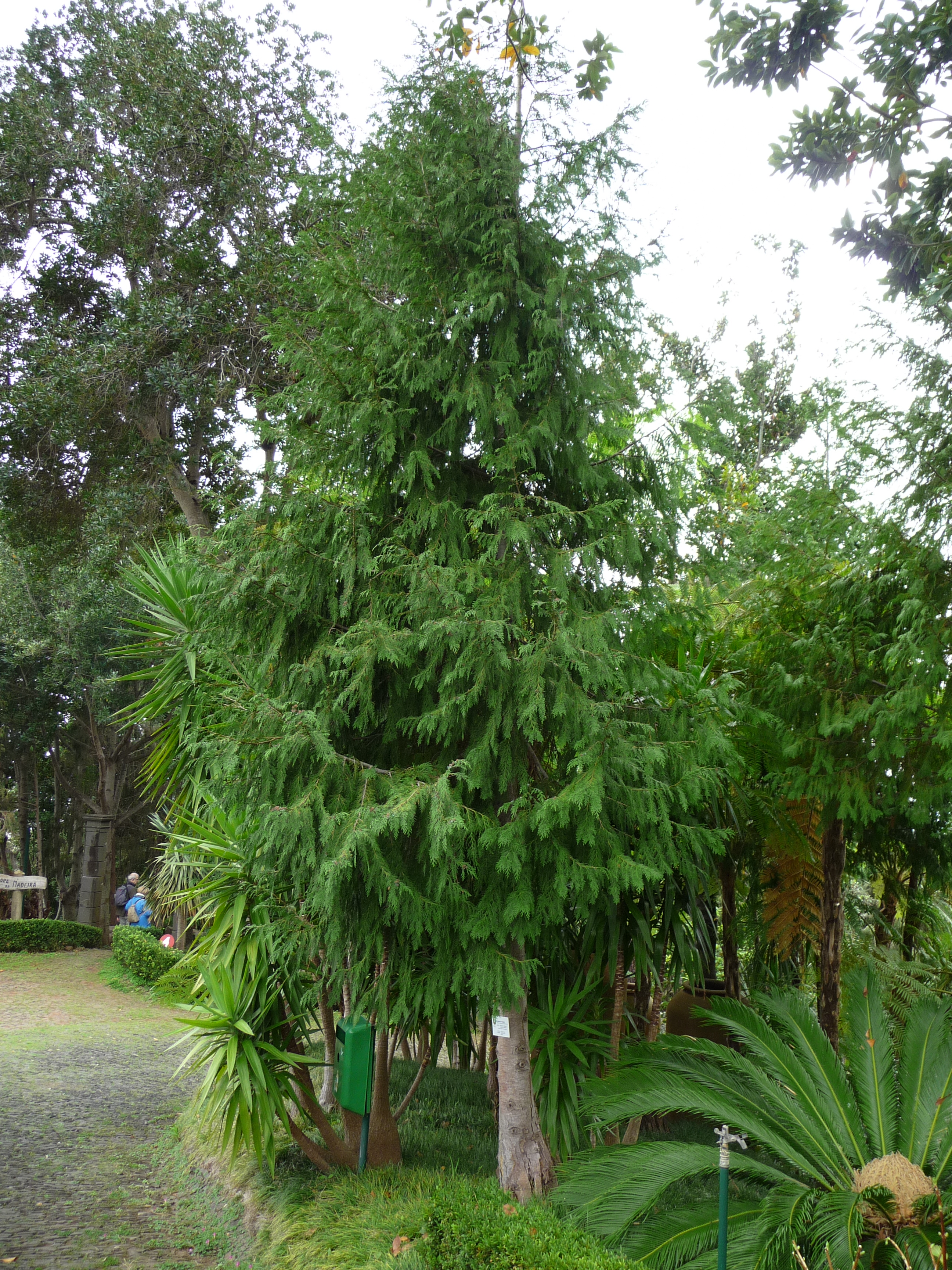
Oregoni hamisciprus (Chamaecyparis lawsoniana) Madeira, Monte, Trópusi kert

Mintegy 50 m magasra növő, keskeny fa; koronája kúp alakú. A hamisciprusokra általában jellemző sajátossága, hogy koronája bókoló. Vörösesbarna kérge hosszanti rostokban felrepedezik. Ágacskái lapítottak. Lapos hajtásai vízszintesen sűrűn elágaznak. A vezérhajtás ívesen lehajlik.
Apró, hegyes pikkelylevelei keresztben átellenesen állnak, csúcsuk az ágtól kissé elálló; a színükön sötétzöld, a fonákukon a levelek találkozásánál X alakú, fehér rajzolat figyelhető meg. Lombja illatos.
Virágzata toboz. Apró, jellegtelen, alig észrevehető virágai kis csomókban a hajtásvégeken nyílnak. A porzósok kárminvörösek, a termősek kékesek. Hengeres, csaknem gömb alakú toboztermései eleinte kékeszöldek, éretten barnák. A gömbös tobozkák mintegy 0,8 cm-esek, általában három, pajzs alakú pikkelypárból állnak.

## Életmódja
A változatok többsége a fagyot jól, de a szárazságot (a száraz levegőt és a kevés csapadékot) rosszul tűri. Hideg teleken a napos oldalukon vagy a szárító szelek irányából koronájuk könnyen megperzselődik. Fiatal korában félárnyékos, védett helyet igényel. Párás levegőben szép sövénnyé nevelhető, mert a metszést meglehetősen jól tűri. Ha vezérhajtását levágják, valamelyik oldalág gyorsan átveszi annak szerepét, és a növény alakja nem romlik le. Ezért ha a korona teteje túl ritka, célszerű a fölső fél méter levágása után az egyik oldalágat kötözni fel a korábbi vezérhajtás helyére.
A semleges vagy enyhén savanyú talajt kedveli, a meszes talajt nem szereti.
Magányosan ültetve szép, a talajszintig zárt, szabályosan kúp alakú koronát nevel, de száraz talajon felkopaszodik. Megfelelő termőhelyen az idős példányok alsó, lelógó ágai meggyökeresednek és önálló növényekké sarjadnak.
Eredeti termőhelyein hegyoldalakon, szurdokokban él, és a 300-350 éves kort is elérheti.
Kora tavasszal virágzik. Toboza egy év alatt beérik.

## Felhasználása
Tartós fája miatt fontos faipari nyersanyag: deszkaáruk, lakberendezési termékek készülnek belőle, használják vasúti talpfának is. Sok erdészetben telepítik az Amerikai Egyesült Államokban, Új-Zélandon és Olaszországban. Örökzöld dísznövénynek gyakran ültetik parkokba Közép-Európában is.

## Kertészeti változatai
A szakirodalom többszáz kertészeti változatát ismerteti. Közülük a Magyarországon ismertebbekre összpontosítunk.
Ezüstös lombúak (az alapfajnál valamivel edzettebbek)
- 'Alumii' - Kifejlett korában 10–12 m magas, szabályos, zárt, kúp alakú koronát nevel. Eleinte bokros, majd ebből a szélesebb alapból oszloposan indul gyors növésnek; helyigénye csekély. Lágy, puha tapintású hajtásai függőlegesen, sűrűn állnak. Levelei fiatalon acélkékek, később szürkéskékre fakulnak. Magról (válogatva) és dugványról, oldalhajtásról egyaránt jól szaporítható. A metszést jól tűri; sövénynek igen mutatós. Télálló (lombját a téli nap károsíthatja ugyan, de azt kinövi). A napos helyeket kedveli. A városi levegőt jól tűri; közterületeken és házikertekben egyaránt ültethető; szorgos gondozással sövénynek is beválik.
- 'Barabits Compact' — Egy méter magasra növő, keskeny oszlopos, kékesszürke.
- 'Bleu Nantais' — Kék lombú, juvenális forma, aminek levelei vaskosabbak, mint az 'Elwoodii' fajtáké.
- 'Chilworth Silver' — többcsúcsú gömb alakú, ezüstkék lombú juvenális változat.
- 'Columnaris' - Karcsú, kúpos, majdnem oszlop alakú, levelei kékeszöldek. Közepes igényű, sövénynek és szoliternek is kiváló. Dugványai jól gyökeresednek. Magyarországon kevéssé ismert, értékes fajta.
- 'Ellwoodii Glauca' (kékes lombú) — Lassan növő, juvenális változat.
- 'Kék Hordó' — Hordó alakú, juvenális kék lombú, igen ellenálló fajta.
- 'Kestonensis'
- 'Lővér' - Széles kúp alakú, gyors növekedésű, kékeszöld lombú. Dugványozással könnyen szaporítható. Magyar fajta.
- 'Mattersburg' — Ragyogó kék, lassan növő, oszlopos, ellenálló.
- 'Pembury Blue' - Az egyik legszebb fajta, ezüstkék lombú. Közepes növekedésű, kúp alakú. A hajtások a növény alsó harmadában vízszintesen állnak vagy kissé bókolnak. Igényes, érzékeny.
- 'Speck' - 10–12 m magasra nő. Koronája zárt, kúp alakú. Hajtásai erősek, kellőképp napos helyen a lombja ezüstszürke (árnyékban sokkal fakóbb).
- 'Triomf van Boskoop' - 10–15 m-re növő, laza koronájú fajta. Ágai elállnak; a végük kissé lecsüng. Lombja szürkéskék. Teljesen télálló, ezért Magyarországon igen elterjedt.
- 'Van Pelt's Blue' - Mint a 'Columnaris', de a pikkelylevelei ezüstösebb kékek.

Sárga lombúak
- 'Stewartii' - Aranysárga lombú, gyorsan növő, kúp alakú változat. Tízéves korában mintegy 2 m, a kifejlett példány 10–12 m magas. Fiatal hajtásai felállók, később vízszintek; a végük bókoló. A dugványról növő példányok és az oltványok gyakran aszimmetrikusan fejlődnek, de alakjuk metszéssel javítható. Télen lombja némileg sötétebb lesz, de tavasszal ismét kisárgul. Fagyálló, de a hideg szelektől óvni kell. Az erősen meszes talajt és a száraz levegőt rosszul viseli. Aranysárga színe csak a napsütés hatására alakul ki.
- 'Stewartii Mini' — 'Stewartii' törpe rügymutációja.
- 'Ellwood's Gold' —  Többcsúcsú gömb alakú, aranysárga lombú juvenális változat.
- 'Golden Wonder' - Széles kúp alakú, szép sárga színű, fiatal korban kissé fagyérzékeny. Tűző napra ne ültessük. Gyorsan nő; dugvánnyal könnyen szaporítható.
- 'Hillieri' – Aranysárga levelű fajta, ágacskái lapítottak, nagyok.
- 'Nova' - Gyors növekedésű, sárga lombú.
- 'Orlóci Arany' — Sárga, finom, sűrű lombú, alig termő, jó klímatűrő.
- 'Stardust' - A téli hideggel szemben ellenálló, gyors növekedésű, kúpos koronájú. Hajtásai vékonyak, sárgás színűek, a hajtások vége visszazöldülésre hajlamos.
- 'Stewartii' - 8–12 m magasra nő. Koronája zárt, kúp alakú. Fiatal korában hajtásai felállóak; idősebb korában a végük visszahajlik. Sokáig ez volt az egyetlen, Magyarországon is elterjedt sárga lombú fajta. Csak a nagy hidegek károsítják valamelyest.

Gömb alakúak
- 'Glauca' - Termete, növekedése az alapfajéval kb. azonos, de a lombja kékes. Ezen a néven forgalmazzák az alapfajénál ezüstösebb lombú magoncokat is.
- 'Glauca Argentea' - 5–8 m magasra nő. Koronája zárt, kúp alakú. Lombja feltűnően kékeszöld, a levelek fonákán ezüstös rajzolattal. Teljesen télálló.
- 'Globosa' - Alig 1 méteres, gömb alakú, tömött ágrendszerű, kékeszöld pikkelylevelekkel.
- 'Globus' - Fiatalon gömb, később tojás alakú, lassan növő, aszály- és fagytűrő. A zárt bokor oldalhajtásai kissé lehajlanak. Lombja fölül szürkészöld, a levelek fonáka ezüstös árnyalatú. Szereti a napos védett helyeket, de félárnyékban is szépen fejlődik, bár féloldalassá válhat. A nagyon meszes, száraz talajt nem bírja; ilyen helyeken lombja besárgul. Alacsony sövény nevelésére is kiváló. Magyar fajta, Barabits Elemér erdőmérnök szelektálta.
- 'Globus Silver ' - 1-2 méteres, lapított gömb alakú, tömött ágrendszerű, kékeszöld pikkelylevelekkel. Magyar fajta.
- 'Minima Glauca' - Törpe növekedésű, zöldesszürke lombú. Koronája lapított; rövid hajtásai legyezőszerűen állnak föl. Napon és félárnyékban is szépen fejlődik. Teljesen télálló; sziklakertekbe és sírokra kiválóan alkalmas.
- 'Tharandtensis Caesia' - Törpe növekedésű fajta. Koronája fiatalon gömb alakú, később tojásdad. Hajtásai rövidek, a lombja szürkészöld. Teljesen télálló.

Átmeneti alakok
- 'Blue Surprise' - Az 'Ellwoodii' javított változata: színe még kékebb, lombja edzettebb.
- 'Ellwoodii' - 1929 óta ismert fajta, amely Angliából terjedt el. 3-4 méteres (irodalmi adatok szerint akár 15 méteresre is megnövő), oszlopos termetű, gyakran többtörzsű.[1] Ágai sűrűn, fölfelé állnak. Lassan nő, de alakja már fiatalon kialakul. Lombja ezüstös, többségében lapos és rövid tű, kisebb részben pikkely alakú levelekkel. Koronája sűrű, így zép, de igen kényes. A fiatal példányok fagyérzékenyek lehetnek. A meszes talajt nagyon rosszul tűri.[2] Kiskertekben ideális, a szélvédett, félárnyékos, párás helyeket kedveli. Sírokra, sziklakertekbe is alkalmas.
- 'Fletcheri' - Az előzőhöz hasonló, de széles henger alakú, vegyesen tű- és pikkelylevelekből álló lombja pedig szürkészöld. 8–10 m magasra nő. Fiatalon fagyérzékeny. Félárnyékos, védett párás helyen szépen fejlődik.
- 'Lane' - Karcsú, kúp alakú koronát nevel. Lombja a hajtások végein aranysárga, a törzshöz közeledve fokozatosan zöldül. Ez a legszebb és leginkább fagyérzékeny sárga lombú fajta. A napot kedveli; árnyékban a lombja fakó sárga.

Egyéb fajták
- 'Albospica' - Terebélyes, kúp alakú fajta, az ágacskáinak egy része krémszínű.
- 'Erecta Viridis' - Lombja haragoszöld, koronája fiatalon tojás alakú, a csúcsa hegyes. A fiatal növények fagyérzékenyek. Magyarországon csak a nyugati megyékbe és ott is csak védett helyekre ajánlott.
- 'Gnom' — Szabálytalan, lapított alakú, zöld lombú, törpe változat.
- 'Fraseri' — Karcsú, oszlopos termetű. A lombja szürkészöld. Teljesen télálló, viszonylag igénytelen.
- 'Grayswood Pillar' – Felálló ágainak köszönhetően zárt, oszlopos koronájú fajta.
- 'Grisette'
- 'Green Star'
- 'Intertexta' — Koronája laza, a lombja világoszöld. Vezérhajtása és oldalágai is erősen lecsüngenek. gyorsan nő; fiatalon kissé fagyérzékeny.
- 'Pottenii' - Tömött, karcsú kúp alakú. Pikkelylevelei fényes zöldek. 10 métert is elér, de lassú növekedésű.
- 'Sylvania' (Silvania) - Magyar fajta: erre a rügymutációra Barabits Elemér bukkant rá, és azután ő is szaporította el. Lassan és legfeljebb 3–4 m magasra növő, karcsú kúp alakú kis fa. Ágai sűrűn, fölfelé nőnek. Hajtásai az álciprusokra jellemző módon, kanalasan görbülnek, a csúcsa bókoló. Lombjának fénylő mélyzöldjét télen is megőrzi. A szárazságot viszonylag jól tűri, sőt, a túl vizenyős helyeket nem is kedveli. Télálló és a hó sem károsítja, a talaj mésztartalmára azonban fölöttébb érzékeny.
- 'Silvania Pygmy' — A 'Silvania' apró változata sűrű hajtásokkal.
- 'Transsylvania' — a 'Silvania' magvetéséből származó karcsú, gyorsan növő, haragoszöld, gyengén termő oszlop.
- 'Triomf van Boskoop'
- 'Wisselii' - Karcsú, kúpos lombú fajta. Merev ágai ritkásan elállóak, rajtuk spirálisan elhelyezkedő, zömök ágacskákkal és hajtásokkal, ami miatt külleme egyedi. Rövid levelei sötét-, illetve kékeszöldek. Teljesen télálló.